# В'єнна (Джорджія)
В'єнна (англ. Vienna) — місто (англ. city) в США, в окрузі Дулі штату Джорджія. Населення — 2928 осіб (2020).

## Географія
В'єнна розташована за координатами 32°5′34″ пн. ш. 83°47′13″ зх. д. / 32.09278° пн. ш. 83.78694° зх. д. (32.092747, -83.786839).  За даними Бюро перепису населення США в 2010 році місто мало площу 14,22 км², з яких 14,16 км² — суходіл та 0,07 км² — водойми.

## Демографія
Згідно з переписом 2010 року, у місті мешкало 4011 особа в 1539 домогосподарствах у складі 1062 родин. Густота населення становила 282 особи/км².  Було 1775 помешкань (125/км²).
Расовий склад населення:
| - 68,8 % — чорних або афроамериканців - 24,9 % — білих - 0,5 % — азіатів - 0,1 % — корінних американців - 4,6 % — осіб інших рас |

До двох чи більше рас належало 0,9 %. Частка іспаномовних становила 8,0 % від усіх жителів.
За віковим діапазоном населення розподілялося таким чином: 27,9 % — особи молодші 18 років, 59,1 % — особи у віці 18—64 років, 13,0 % — особи у віці 65 років та старші. Медіана віку мешканця становила 34,1 року. На 100 осіб жіночої статі у місті припадало 83,5 чоловіків;  на 100 жінок у віці від 18 років та старших — 79,3 чоловіків також старших 18 років.
Середній дохід на одне домашнє господарство  становив 35 729 доларів США (медіана — 24 250), а середній дохід на одну сім'ю — 40 761 долар (медіана — 29 589). Медіана доходів становила 40 919 доларів для чоловіків та 23 333 долари для жінок. За межею бідності перебувало 42,7 % осіб, у тому числі 56,9 % дітей у віці до 18 років та 26,9 % осіб у віці 65 років та старших.
Цивільне працевлаштоване населення становило 1319 осіб. Основні галузі зайнятості: виробництво — 32,2 %, освіта, охорона здоров'я та соціальна допомога — 25,6 %, публічна адміністрація — 9,8 %, мистецтво, розваги та відпочинок — 8,9 %.